# Juan Asensio
 (juillet 2016).
Pour les articles homonymes, voir Asensio.
Juan Asensio, né le 18 mars 1971 à Lyon, est un essayiste et critique littéraire français.

## Biographie

### Formation
Né le 18 mars 1971 à Lyon, Juan Asensio est élève à Sainte-Marie jusqu'à une classe de khâgne. Licencié en philosophie et diplômé d'études approfondies ès lettres modernes de l'université Jean-Moulin-Lyon-III, il mène ensuite à Paris-X-Nanterre, selon ses dires, une recherche sur la figuration du diable dans les romans de Georges Bernanos, Julien Green et François Mauriac mais abandonne cette thèse en cours de route.
Il intègre aussi, une année durant, l'École des hautes études en sciences de l'information et de la communication - Celsa dans le cadre d'un mastère spécialisé en journalisme.

### Carrière
Alors qu'il est étudiant, Juan Asensio fonde avec Gaël Fons Dialectique — de tendance maurrassienne — et Les Brandes.
Ayant écrit dans plusieurs hebdomadaires et revues, dont Études, Valeurs actuelles, L'Atelier du roman, la Revue des Deux Mondes, Contrelittérature, Les Études bernanosiennes, Nunc, Cancer !, Immédiatement, Les Provinciales, La Sœur de l'ange ou encore Raskar Kapac, Accattone, Livr'arbitres et La Femelle du requin, il a été également membre du comité de rédaction des revues Esprits libres et Libres.[réf. nécessaire]
À partir de 2010, il fait partie du jury du prix du livre incorrect.[réf. nécessaire]
En mars 2004 il fonde un blog à l'adresse juanasensio.com, auquel il donne comme nom « Stalker » — du nom du film d'Andreï Tarkovski — et comme sous-titre « dissection du cadavre de la littérature ».
Il y effectue une critique de la littérature principalement contemporaine qui se veut « réactionnaire », érudite et polémique. Pierre Assouline loue son « indépendance » et Valeurs actuelles sa « liberté de ton totale ».
En 2008, Ariel Wizman qualifie Stalker de meilleur blog littéraire de l'année sur Canal +. En 2009, le blog revendique 40 000 « visiteurs uniques » par mois. 
En 2014, Benoît Poelvoorde dit « [ne lire] aucune critique, sauf sur le site Stalker. »

## Publications

### Ouvrages
- Essai sur l'œuvre de George Steiner : la parole souffle sur notre poussière, Paris-Montréal-Budapest, L'Harmattan, coll. « L'Ouverture philosophique », 2001, 250 p. (ISBN 2-7475-0751-3).
- La Littérature à contre-nuit : textes sur la littérature et le mal, Cluny, A contrario, coll. « La Sœur de l'ange : les inédits », 2005 (réimpr. 2007), 298 p. (ISBN 978-2-35122-027-6, lire en ligne). Réédition en 2007 chez Sulliver.
- La Critique meurt jeune, Monaco-Paris, Le Rocher, 2006, 245 p. (ISBN 2-268-05792-5).
- Maudit soit Andreas Werckmeister !, Arles, La Nuit, coll. « Maëlstrom », 2008, 106 p. (ISBN 978-2-917431-09-2).Réédition en 2024 chez Ovadia.
- Avec William Kidd et Julie Ouelette, Sous le soleil de Satan, Caen, Lettres modernes Minard, coll. « Archives Bernanos » (no 11), 2008, 99 p. (ISBN 978-2-256-90489-9).
- La Chanson d'amour de Judas Iscariote, Paris, Le Cerf, coll. « Cerf littérature », 2010, 125 p. (ISBN 978-2-204-09073-5).
- Le temps des livres est passé (préf. Pierre Mari), Nice, Ovadia, coll. « Les Carrefours de l'être », 2018, 704 p.  (ISBN 978-2-36392-305-9).

### Préfaces
- Georges Bernanos, L'Imposture, Bordeaux, Le Castor astral, 2010, 302 p. (ISBN 978-2-85920-823-3, présentation en ligne).
- Michel Bernanos (postface Dominique de Roux, ill. Jean-Michel Perrin), La Montagne morte de la vie, Talence, L'Arbre vengeur, 2017, 222 p. (ISBN 979-10-91504-46-1, présentation en ligne).
- George R. Stewart (trad. de l'anglais), La Terre demeure, Lyon, Fage, 2017, 366 p. (ISBN 978-2-84975-492-4, présentation en ligne).
- Serge-Simon Held, La Mort du fer, Talence, L'Arbre vengeur, 2019, 426 p. (ISBN 978-2-37941-004-8, présentation en ligne).
- Ernesto Sabato, Hommes et engrenages, R & N, 2019.
- Arthur Machen, Le Grand Dieu Pan, Lumpen, 2021, 192 p.
- Abel Bonnard, Océan et Brésil, Pardès, 2021, 202 p.